# Leichtathletik-Weltmeisterschaften 2022/Teilnehmer (Salomonen)
| Gelbes Symbol für Goldmedaillen mit stilisierten Olympischen Ringen | Graues Symbol für Silbermedaillen mit stilisierten Olympischen Ringen | Braundes Symbol für Bronzemedaillen mit stilisierten Olympischen Ringen |
| ------------------------------------------------------------------- | --------------------------------------------------------------------- | ----------------------------------------------------------------------- |
| ––                                                                  | –                                                                     | —                                                                       |

Der Leichtathletikverband der Salomonen hat für die Leichtathletik-Weltmeisterschaften 2022 in Oregon eine Sportlerin gemeldet.

## Ergebnisse

### Frauen

#### Laufdisziplinen
| Athlet        | Disziplin | Vorlauf    | Vorlauf | Halbfinale | Halbfinale | Finale | Finale |
| Athlet        | Disziplin | Zeit       | Platz   | Zeit       | Platz      | Zeit   | Platz  |
| ------------- | --------- | ---------- | ------- | ---------- | ---------- | ------ | ------ |
| Jovita Arunia | 100 m     | 13,15 s PB | 47      | DNQ        | DNQ        | –      | –      |